# Luxortemplet

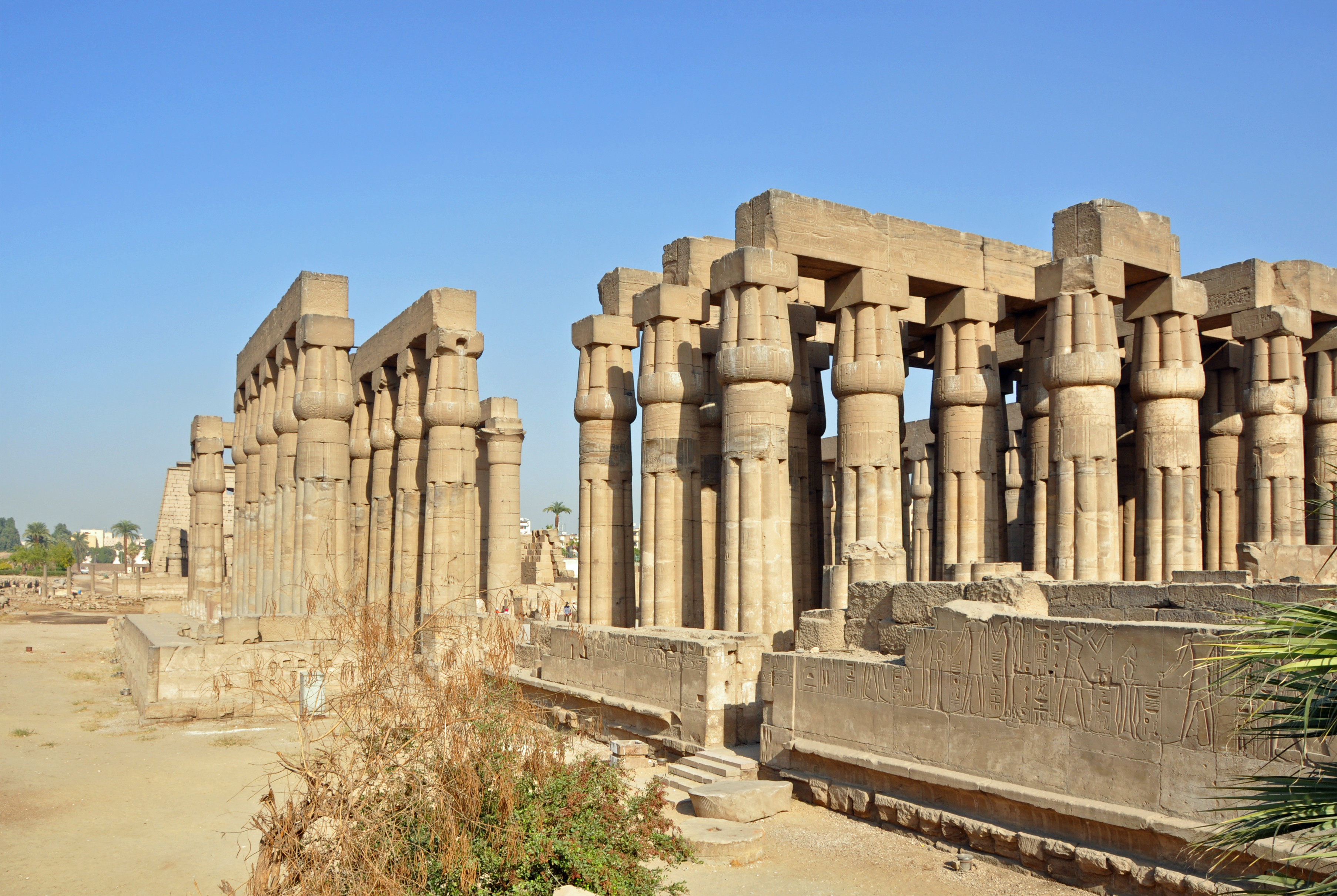
Luxortemplet

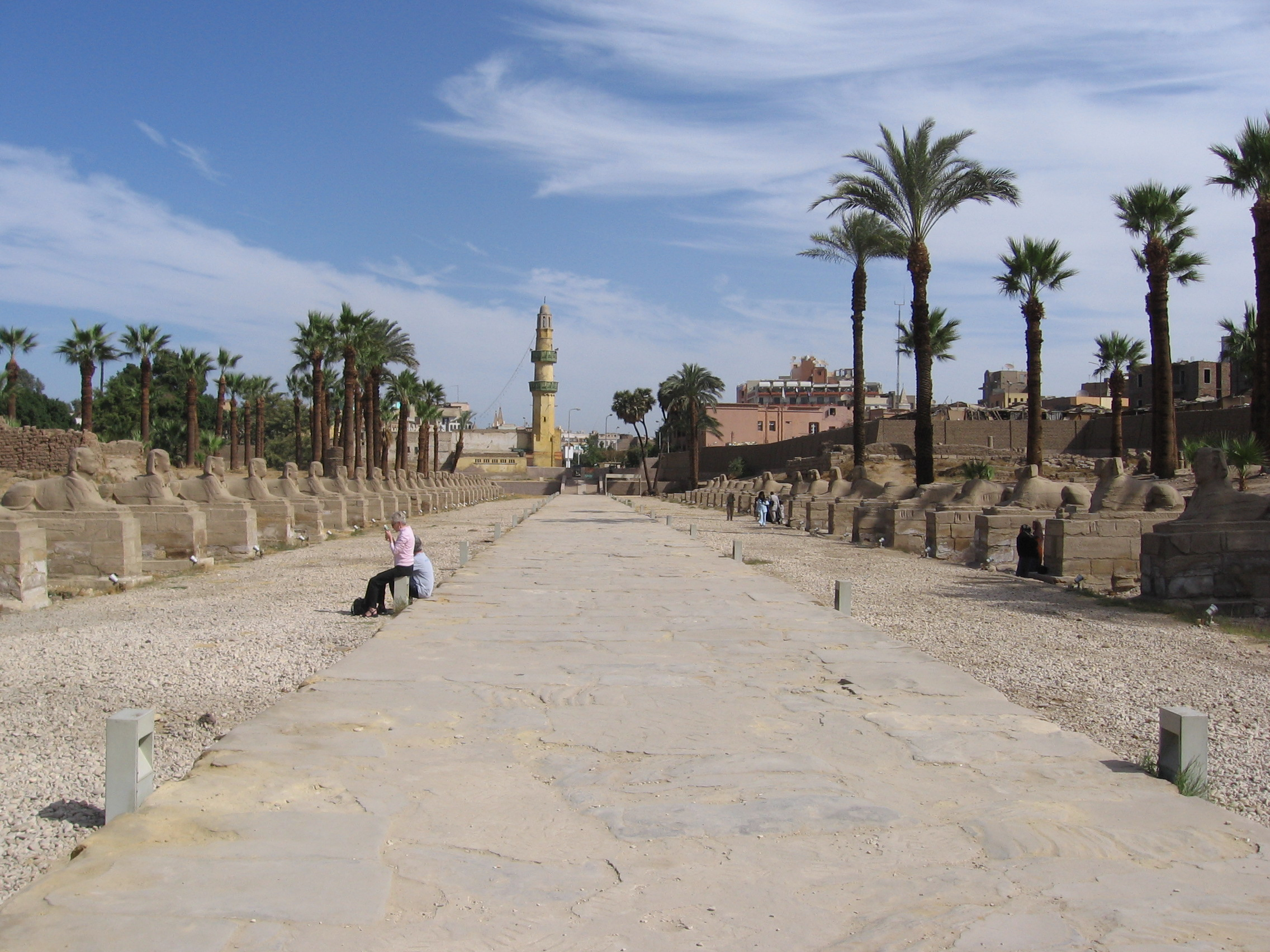
Sfinxavenyn mellan Karnak och Luxortemplet

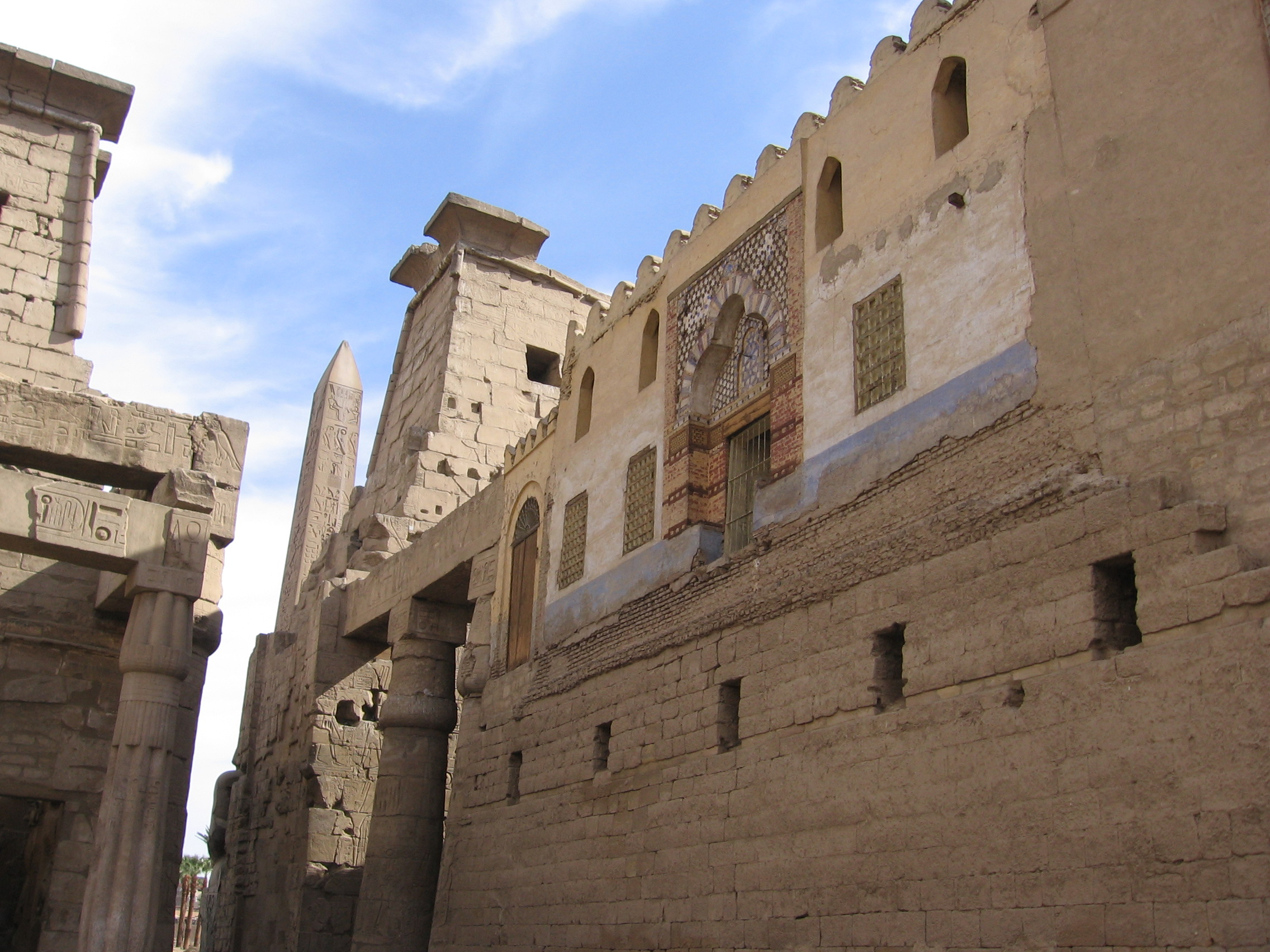
Moské i Luxortemplet

Luxortemplet var ett forntida tempel i Thebe, Egypten. Det finns på östra stranden av Nilen i den moderna staden Luxor. Templet kallades i det forna egyptiska språket för Ipet resut, vilket betyder det södra haremet. Templet var dedicerat till gudarna Amon, Mut och Khonsu. Under det Nya riket hade man årligen en festival där man förde statyn av Amon i en parad från Luxortemplet till Karnak för att fira rikets fertilitet. Paraden gick längs med den väg som fanns mellan Luxortemplet och Karnak 3 km norrut. Vägens bevarade utformning dateras från Nektanebo I:s regeringstid.

## Historia
Det bevarade templet började byggas under Amenhotep III regeringstid runt 1300-talet f.Kr. Både Horemheb och Tutankhamun lade till kolumner, statyer och dylikt i templet. Ramses II gjorde större påbyggnader på templet. Templet förföll under en period och Alexander den store hävdar att han har gjort reparationer ca 320 f.Kr. för att få tillbaka dess forna glans. Under romartiden användes templet för romarrikets religiösa ändamål.
Templet begravdes med tiden under slam som kom från Nilens alla översvämningar. Så pass dåligt bevarat var det att man under 1200-talet byggde Abu Haggag-moskén ovanpå det tidigare templet. Allt utom dess minaret har byggts om.

## Beskrivning
Vid ingången till templet står en 24 meter hög pylon som Ramses II lät uppföra. Pylonen har dekorerats med scener från Ramses militära triumfer, som slaget vid Qadesh. Även senare faraoner har dekorerat med bilder från deras triumfer. Från början stod det sex statyer av Ramses framför pylonen, varav fyra var sittande ner och två stående. Idag finns enbart de två sittande statyerna bevarade. Det står idag även en 25 meter hög rosa obelisk framför pylonen vilken ursprungligen var en del av ett par. Den andra, Luxorobelisken, skänktes till staden Paris 1835 och står idag vid Place de la Concorde.
När man går in genom pylonen kommer man till en öppen gård byggd av Ramses II. Det är här Abu Haggag-moskén idag står, och cirka 8 meter upp ser man entrén till denna moské.
När man fortsätter inåt kommer man via en pelargång till en inre gång med 14 kolonnrader uppförda av Amenhotep III. Kolonnerna har ett kapitäl i form av papyrus. Runt om på väggarna kan man se skeden i Opet-festivalen. Från offringar vid Karnak högst upp till vänster, till Amons ankomst i Luxor och på den andra sidan ser man hur guden återvänder. Det var under Tutankhamuns regeringstid som den slutgiltiga dekorationen av dessa väggar utfördes.
Efter dessa kolumnrader kommer man fram till ytterligare en gård som är från Amenhoteps tid. Södra sidan av denna gård har 32 kolumner som leder till den inre helgedomen. Här förvarades gudastatyn och den heliga båten under Opet-festivalen. Denna användes av romarna som ett kapell och här bekände de kristna sin tro.

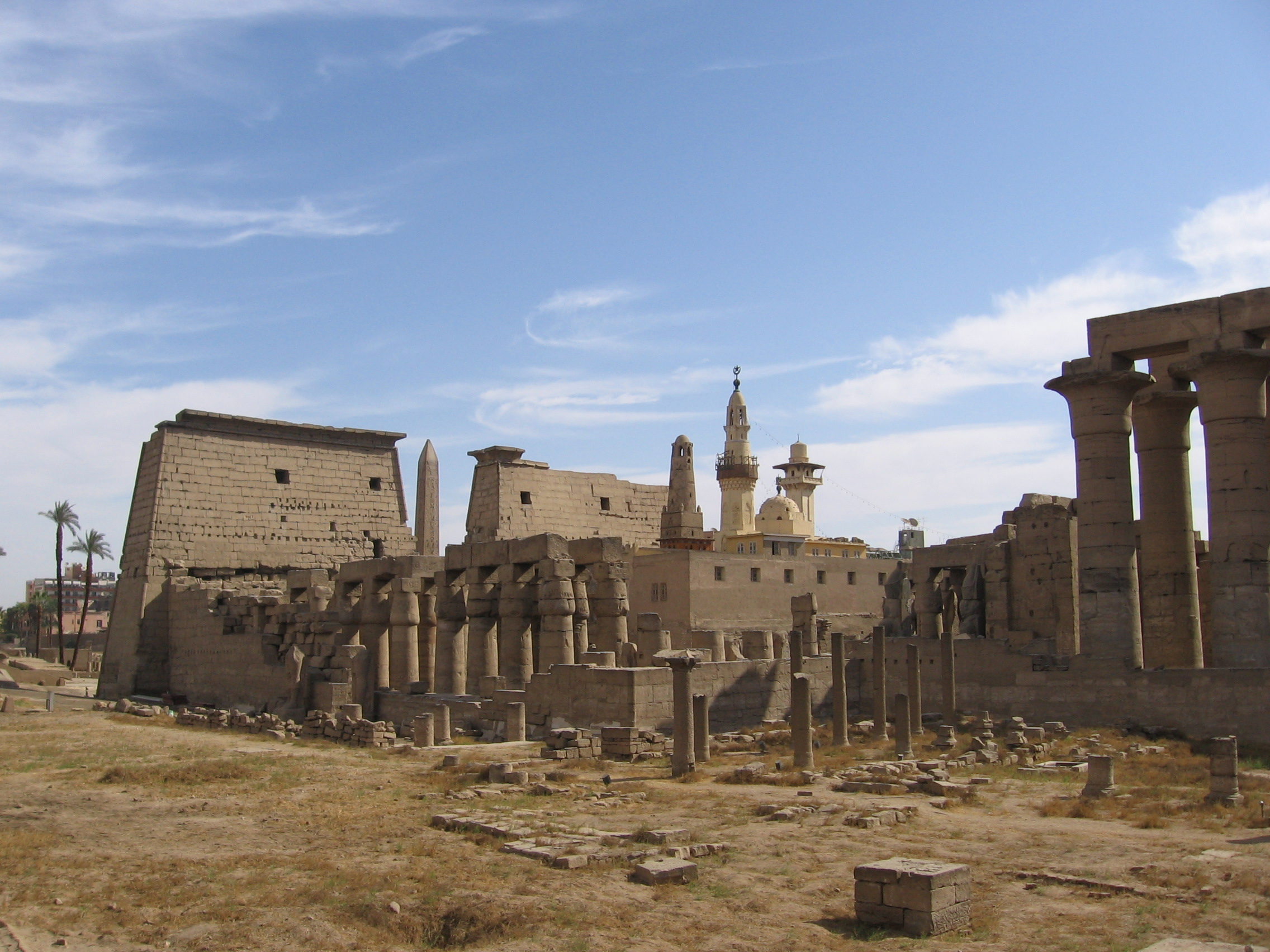
Luxortemplet
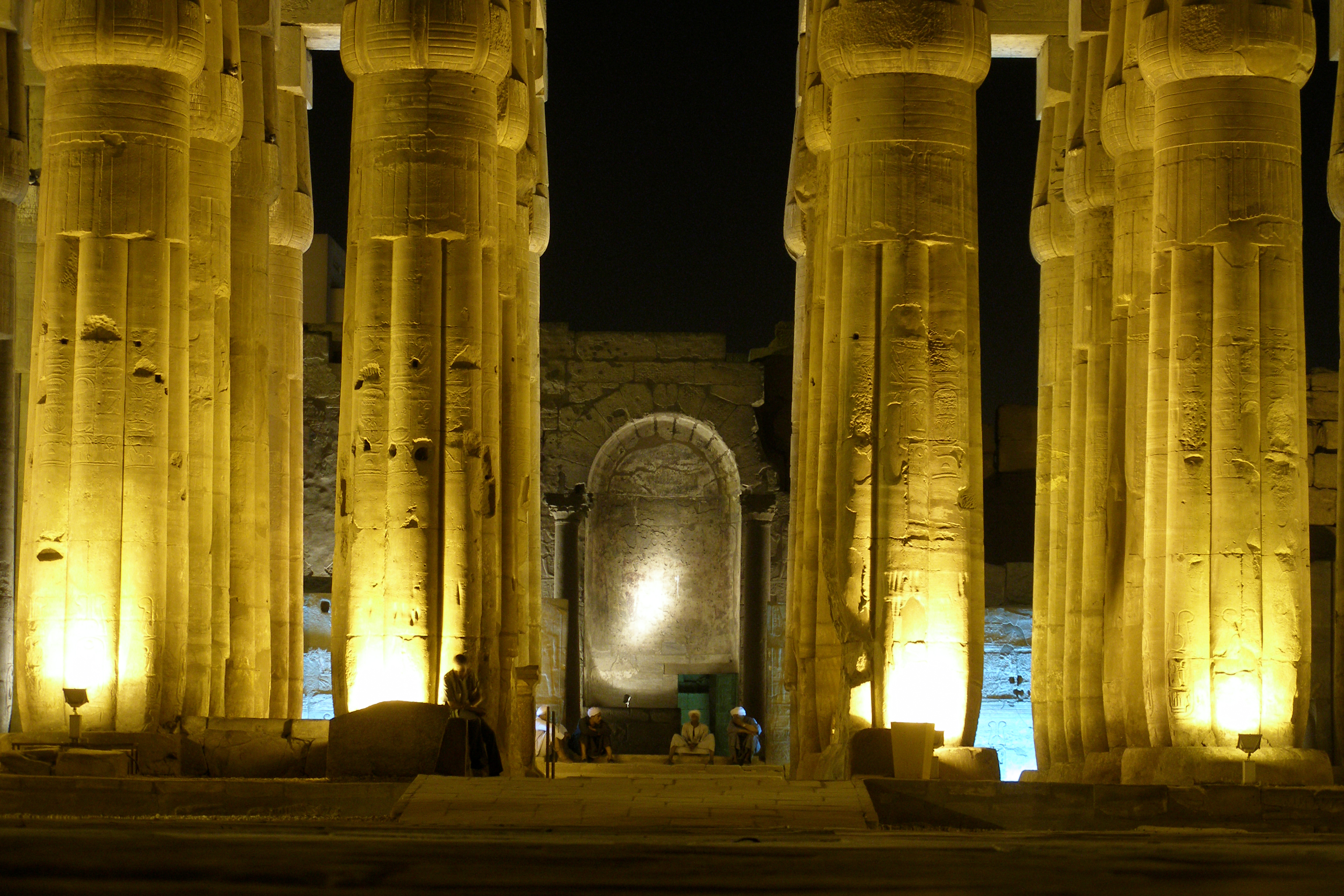
Vid den inre gården i Luxortemplet. Original från Amenhotep III:s tid
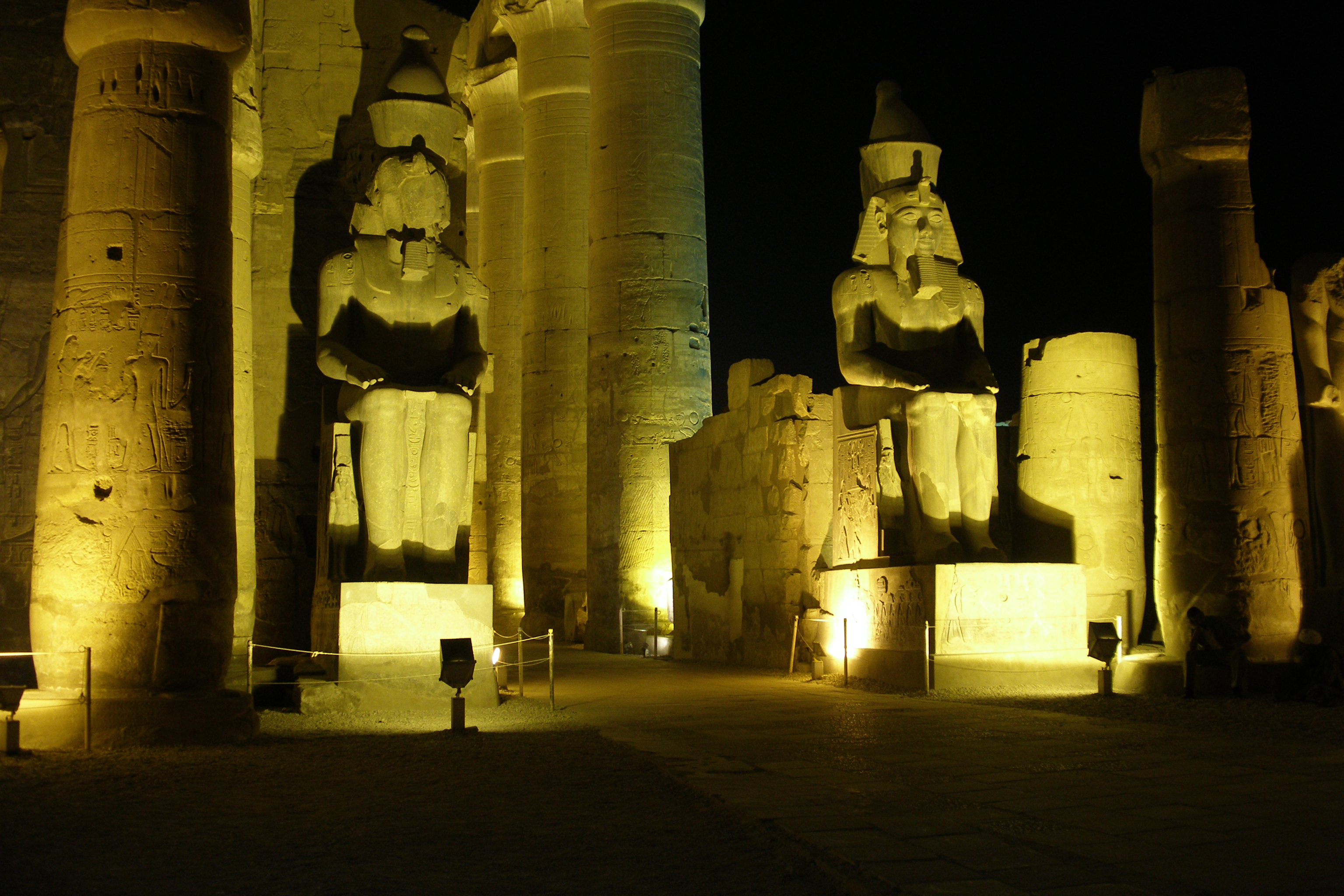
Pelare i Luxortemplet
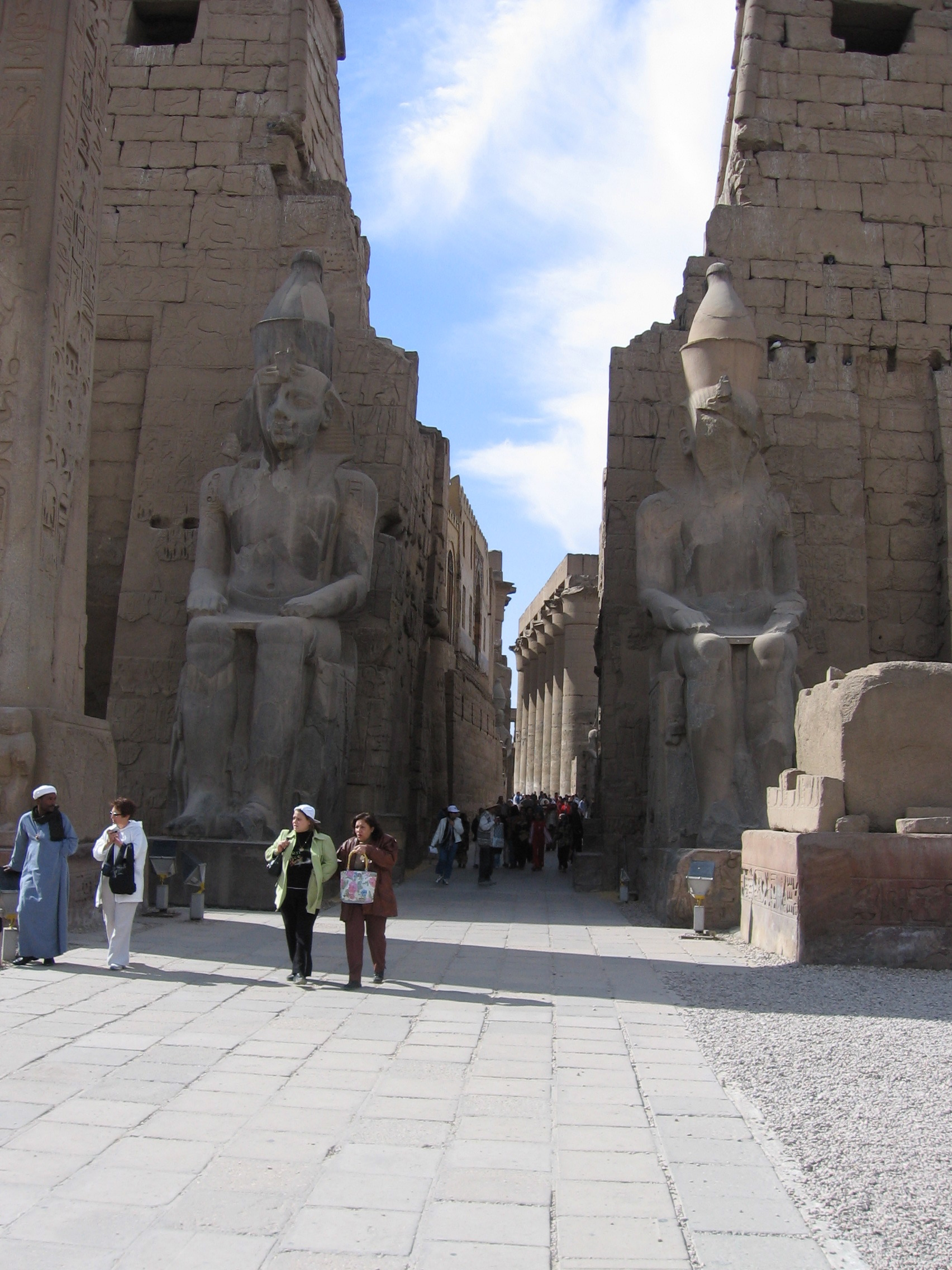
Entrén till Luxortemplet